# Herbert Onslow Plumer
Herbert Onslow Plumer, ps. „Daddy Plumer” (pol. „Tata Plumer”) i „Old Plum” (pol. „Stary Plum”) (ur. 13 marca 1857, zm. 16 lipca 1932) – brytyjski marszałek polny (Field Marshal), później polityk i dyplomata kolonialny.

## Dzieciństwo i młodość
Herbert urodził się w Torquay w Anglii. Był drugim synem w mieszczańskiej rodzinie. Ukończył jedną z najstarszych angielskich szkół męskich, Eton College położoną w miasteczku Eton.

## Kariera wojskowa
W 1876 rozpoczął służbę wojskową w British Army. Został skierowany do regimentu piechoty York and Lancaster Regiment.

### Afryka
W latach 1879-1886 był adiutantem batalionu. W tym charakterze służył podczas powstania Mahdiego w Sudanie w 1884. Kapitan Plumer wyróżnił się w walkach pod El Teb i Tamai, za co otrzymał wojskową nagrodę Mentioned in Despatches. 22 lipca 1884 poślubił swoją daleką kuzynkę Annie Constance Goss, z którą miał czworo dzieci.
W 1887 rozpoczął naukę w szkole oficerów sztabowych Staff College w Camberley. Następnie w latach 1890-1893 był zastępcą asystenta generalnego adiutanta w Jersey. Gdy w marcu 1896 wybuchła II wojna Matabele, Plumer został przeniesiony do Afryki Południowej. Pod rozkazami generała Fredericka Carringtona zorganizował i dowodził Korpusem Strzelców Konnych. W zamian za zasługi otrzymał wyróżnienie przywilejem brevet, a następnie awansował na pułkownika.
W latach 1899-1902 uczestniczył w II wojnie burskiej. Po powrocie do kraju, otrzymał w 1902 dowództwo 4 Brygady Piechoty, należącej do I Korpusu Armii. Rok później został generalnym dowódcą 10 Dywizji Piechoty, należącej do IV Korpusu Armii. W 1904 został głównym kwatermistrzem Sił Zbrojnych, w 1906 objął generalne dowództwo nad 7 Dywizją Piechoty, a w 1907 nad 5 Dywizją Piechoty. W 1911 został mianowany generalnym dowódcą dla Północnego Dowództwa.

### I wojna światowa

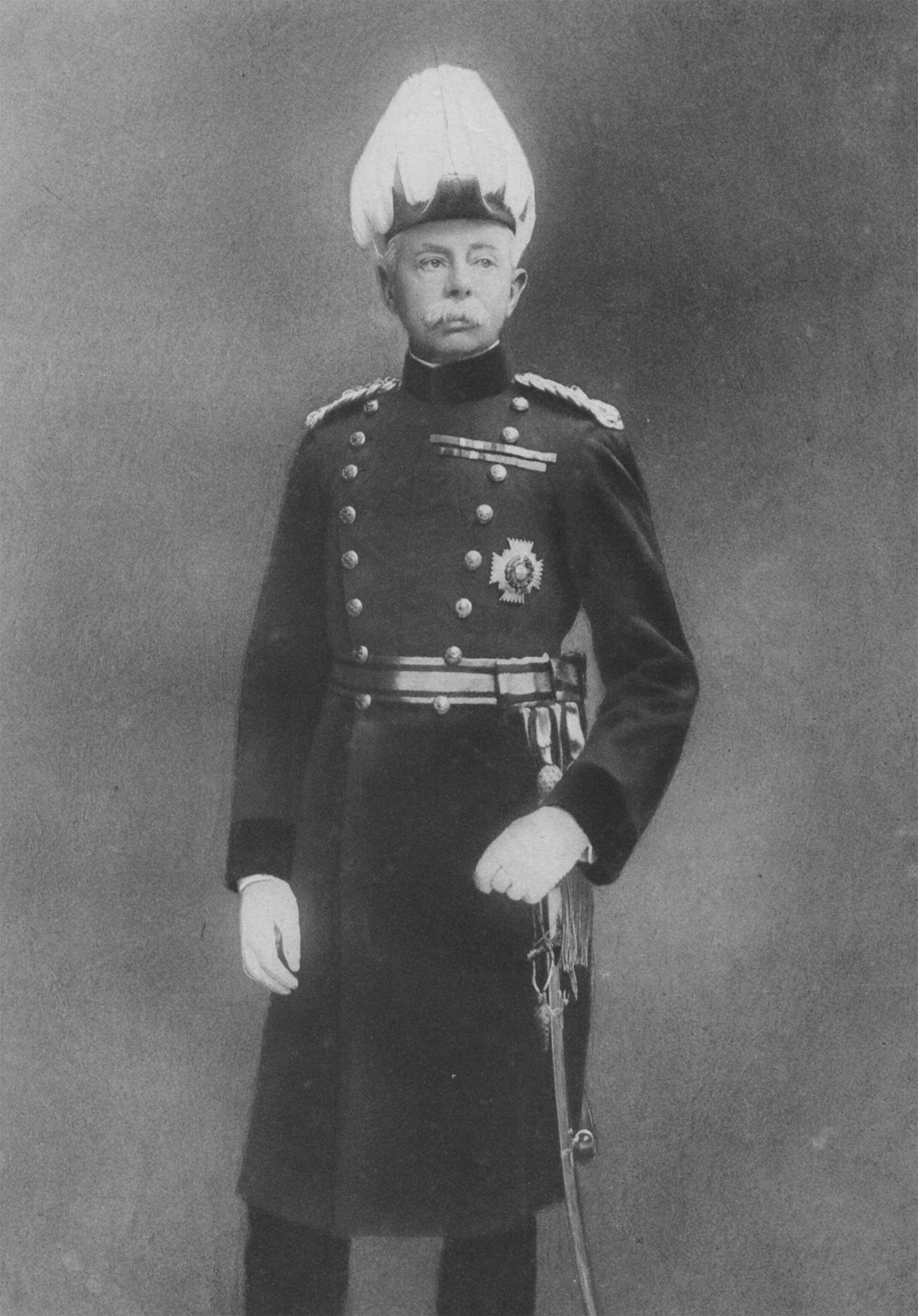
Marszałek Herbert Plumer, 1920

Gdy w 1914 wybuchła I wojna światowa, Brytyjczycy wysłali do Francji Brytyjski Korpus Ekspedycyjny. 18 lutego 1915 generał-lieutenant Plumer objął dowództwo nad V Korpusem. Pod jego rozkazami znalazły się dwie dywizje piechoty, z którymi rozpoczął II bitwę pod Ypres (22 kwietnia – 25 maja 1915). Intensywność walk była tak wielka, że podjęto decyzję o rozbudowaniu V Korpusu i przekazania go pod dowództwo generała Edmunda Allenby. Natomiast Plumer objął dowództwo nad Drugą Armią we Flandrii. W 1917 odniósł zwycięstwo w bitwie pod Messines, która rozpoczęła się najgłośniejszym wybuchem wojny – jednoczesna detonacja 19 potężnych min umieszczonych w tunelach wykopanych pod niemieckimi liniami obronnymi. Plumer był powszechnie uważany za jednego z najlepszych dowódców wojskowych służących we Francji podczas I wojny światowej. Uznawał jednostki kawalerii za przestarzałe, i widział dla nich zastosowanie jedynie po przebiciu linii obronnych, by mogła wykonać szybki manewr przez wyłom na tyły przeciwnika. Rozumiał, że w walce pozycyjnej zastosowanie znajduje jedynie piechota. Dostrzegał znaczenie terenu, pogody i morale żołnierzy. Był niezwykle skrupulatny przy planowaniu operacji wojskowych. Jego uwagi niezwykle często były słuszne, i nawet po ich odrzuceniu okazywało się, że Plumer miał zazwyczaj rację. Było tak między innymi podczas bitwy pod Passchendaele, gdy Plumer ostrzegał przed ciężkimi warunkami terenowymi i załamaniem pogody. Bitwa jest uważana za jedną z najbardziej kontrowersyjnych i bezowocnych kampanii I wojny światowej. Prawie pół miliona żołnierzy alianckich i ćwierć miliona Niemców zginęło lub odniosło rany w walce o kawałek zrujnowanej, bagnistej ziemi. Bitwa przesunęła linię frontu zaledwie o około 10 kilometrów.
Pod koniec wojny Plumer dowodził całością brytyjskich sił we Francji.

### Po wojnie
Po wojnie Plumer został dowódcą okupacyjnej Brytyjskiej Armii Renu. W 1919 Plumer został gubernatorem Malty. W lipcu 1919 otrzymał awans na marszałka polnego (Field Marshal), i jednocześnie przyznano mu tytuł baron Plumer.

## Dalsza działalność
W latach 1925-1928 był Wysokim Komisarzem Palestyny. Jego okres administrowania w Mandacie Palestyny jest zazwyczaj opisywany jako najbardziej spokojny czas w historii mandatu Palestyny. W 1925 otrzymał tytuł wicehrabia Plumer.
Zmarł w 1932. Jego prochy pochowano w Opactwie Westminsterskim. Spadkobiercą tytułu był Thomas Plumer.

## Awanse
- porucznik (Lieutenant)
- kapitan (Captain)
- major (Major)
- podpułkownik (Lieutenant-Colonel)
- pułkownik (Colonel)
- generał brygady (Brigadier)
- generał major (Major-General)
- generał porucznik (Lieutenant-General) – 1915
- generał (General)
- marszałek polny (Field Marshal) – 1919

## Odznaczenia
- Krzyż Wielki Orderu Łaźni
- Rycerz Wielkiego Krzyża Orderu św. Michała i św. Jerzego
- Rycerz Wielkiego Krzyża Królewskiego Orderu Wiktoriańskiego
- Rycerz Wielkiego Krzyża Orderu Imperium Brytyjskiego
- Wielka Wstęga Orderu Wschodzącego Słońca – Japonia (1921)